# Glacis (Seychelles)

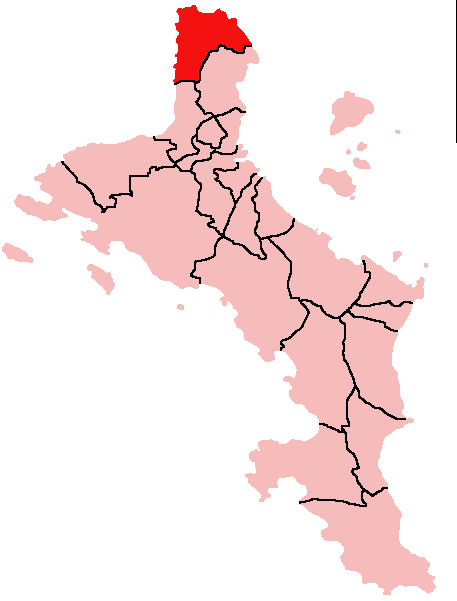
Localització del districte Glacis.

Glacis, a l'extrem nord de l'illa de Mahé, és un dels 25 districtes administratius de les illes Seychelles. Glacis posseeix una extensió de 7 km² i una població de 3.600 habitants.
La composició ètnica de la gent resident a aquest districte és la de criolls, francesos, hindús i xinesos. El clima tot l'any és càlid amb una temperatura mitjana de 25 °C al llarg de l'any.